# 1969-es magyar öttusabajnokság
Az 1969-es magyar öttusabajnokságot június 29. és július 3. között rendezték meg. A viadalt Kelemen Péter nyerte meg, akinek ez volt az első és egyetlen egyéni bajnoki címe. A csapatversenyt az Újpesti Dózsa nyerte.

## Eredmények

### Férfiak

#### Egyéni
| Hely | Név            | Klub          | Eredmény |
| ---- | -------------- | ------------- | -------- |
| 1.   | Kelemen Péter  | Újpesti Dózsa | 5033     |
| 2.   | Sárfalvi Béla  | Csepel SC     | 4953     |
| 3.   | Balczó András  | Csepel SC     | 4944     |
| 4.   | Bakó Pál       | Bp. Honvéd    | 4897     |
| 5.   | Horváth László | Újpesti Dózsa | 4867     |
| 6.   | Varga Pál      | Újpesti Dózsa | 4831     |
| 7.   | Móczár István  | Bp. Honvéd    | 4810     |
| 8.   | Bodnár János   | Csepel SC     | 4715     |
| 9.   | Kaiser László  | Bp. Honvéd    | 4652     |
| 10.  | Szabó László   | Bp. Honvéd    | 4490     |

#### Csapat
| Hely | Név                                        | Klub          | Eredmény |
| ---- | ------------------------------------------ | ------------- | -------- |
| 1.   | Varga Pál, Kelemen Péter, Horváth László   | Újpesti Dózsa | 14 497   |
| 2.   | Sárfalvi Béla, Bodnár János, Balczó András | Csepel SC     | 14 439   |